# Pere Olivé Zaragoza
Pere Olivé Zaragoza (Barcelona, 1941) és un tipògraf, dissenyador, maquetador, director d'art, historietista i humorista gràfic català. Va renovar el disseny de la revista Patufet. També ho fer amb la capçalera TBO i Por Favor.Com a humorísta gràfic, fent tires entre 1979 i 1982 per al Diari de Barcelona . A partir de 1984 treballà per editorial Planeta com a dissenyador, il·lustrador i com a director artístic dels còmics de més èxit com, Shin Chan, Doraemon o Bola de Drac, entre d'altres, fins a la seva jubilació.La seva sèrie més coneguda és Nacho García, chico de compañía, d'orientació gai.

## Estudis
- Titulat com a dibuixant projectista i dissenyador gràfic a l'Escola del Treball de Barcelona el 1958. - Institut del Teatre (1958-1961) estudis complets de declamació i dicció.

## Teatre
Va participar com a actor en diversos grups de teatre independent durant més de vint anys, en el seu període fundacional al TEC, al TEU i al Grup de Teatre de l’Orfeó de Sants. A més de participar en diversos muntatges, tant en castellà com en català. També va cultivar l'ofici de rapsoda, que encara manté en actiu.

## Disseny gràfic
Tot això compaginat amb el disseny gràfic i el dibuix. Va treballar per a diverses agències de publicitat com a retolista i dissenyador de logotips i fonts de lletres entre 1957 i 1972. Va participar en l'elaboració de diverses campanyes per a la indústria alimentària, realitzant múltiples anuncis per a Cola-Cao i diverses marques de galetes.

## Dibuixant professional
Des del 1963 compaginava les tasques publicitàries amb la retolació d'historietes per al TBO que va donar nom als còmics, producte de l'Editorial Bauzá. Posteriorment el va contractar l'Editorial Baguñá per innovar el setmanari infantil en català Patufet, que va estar als quioscos des de finals del 1968 fins a mitjans del 1973. Va seguir després al setmanari satíric Por Favor, també com a dissenyador gràfic i dibuixant. A partir de llavors, va centrar la seva tasca professional en grafisme especialitzat al servei del còmic:
Confecció de cobertes, logotips, capçaleres de secció, maquetació i tècnica editorial per a la supervisió en impremta de còmics, fascicles, revistes i tot tipus de productes de quiosc. Posteriorment el va contractar Planeta, i després d'un cert temps dissenyant tota mena de productes editorials, va acabar especialitzat en el seu tema preferit: el Còmic. Va treballar en equip amb diversos grafistes fent logotips i fonts de lletra per a la retolació d'historietes. També dissenys de cobertes, portadelles, anuncis i cartells. Entre els primers logotips hi havia el de Spiderman o Quatre Fantàstics i fins i tot el mateix segell de Còmics Forum; i els de més èxit; el de Shin Chan, Doraemon o Bola de Drac, entre d'altres. Els darrers 33 anys de vida laboral van ser gairebé en exclusiva per al Grupo Planeta. Els primers treballs van ser per a les col·leccions Noveno Arte i Años de Oro, dirigides per Luis Gasca. A finals del 1982, Antonio Martín, que havia estat nomenat director editorial, el va proposar com a director artístic de la divisió de còmics, càrrec que va exercir fins al 2006, l'any de la seva jubilació.
Des de 1983 i fins a l'any 2000, dins del segell de Còmics Forum, actualment Planeta Còmic, va participar intensament en l'edició de Superherois de Marvel Comics, responent alguns correus amb l'àlies d'Olivorsio Aschumpeter. Aquesta etapa va resultar molt fructífera, ja que va crear una relació de complicitat entre l'equip d'edició i els lectors, que ha perdurat a través del temps. Alguns dels lectors de llavors són ara grans experts de l'Univers Marvel i col·laboren en la indústria editorial, especialment per a Panini Comics que és l'empresa que actualment edita Marvel al nostre país.
També ha cultivat l'humor gràfic, fent entre 1979 i 1982 tires per al Diari de Barcelona. Simultanejat amb dibuixos per a seccions de còmics o per a la web de Planeta DeAgostini Còmics. O tires per a les revistes de temàtica gai Visado i Código 4, editades per Studios JMR entre 1985 i 1991.
Un dels seus treballs més gratificants va ser una sèrie de cobertes per a una col·lecció de llibres de Psicologia i Psiquiatria per a Ediciones Deusto sota el prisma de l'humor gràfic. També va participar, amb Planeta, en la preparació de l'estand per a diversos Salons del Còmic: Barcelona, Madrid, Granada i la Corunya, col·laborant tant en el disseny de l'estand com en les presentacions de novetats en actes públics. Ha fet algunes xerrades sobre el món del còmic: La indústria en temps de Peter i El perquè els avis no llegeixen mànga, en diverses jornades que tracten aquest mitjà. Ha participat en taules rodones a Expocòmic-Madrid, la Universitat Politècnica de València, l'Àmbit Cultural d'El Corte Inglés de Saragossa, la Universitat Jaume I de Castelló i en ateneus i biblioteques diversos a Barcelona. Com a redactor també ha publicat nombrosos articles a diversos còmics. Va escriure un pròleg per al número 5 de la sèrie 12 del Doce, publicat per la Diputació de Cadis amb motiu del Bicentenari de la Constitució. I també algun dibuix sobre el mateix tema. Actualment, i des de l'any 2006, col·labora en programes culturals a Ràdio Desvern, 98.1 FM, l'emissora del poble on resideix, Sant Just Desvern, a la província de Barcelona. També per a la revista de Sant Just La Vall de Verç dibuixa una tira mensual de sàtira política signada amb el pseudònim Perot Corre-Cuita. Amb el mateix estil que fa servir per a les historietes del butlletí del club de Natació C.E. Mediterrani, sobre la relació de l'home amb l'aigua, tema que l'apassiona. I sobre el que també dibuixa de manera habitual per a la revista Es Còdol de Calella de Palafrugell (Girona).
Pere Olivé va donar la seva col-lecció particular de còmics a la fundació Koldo Mitxelena Kulturunea. de la Diputació de Guipuzkoa